# Ирина Константинова
Ирина Константинова е българска актриса.

## Биография и творчество
Ирина Константинова е родена на 9 април 1958 г. в град София. През 1992 г. завършва актьорско майсторство при проф. Анастас Михайлов в НАТФИЗ „Кр. Сарафов“. Работи в театрите в Кърджали, Добрич, Монтана и Кюстендил.  Има участия в радиото. Има над 90 роли в театъра и над 10 в киното и телевизията.
Участвала е с малка роля в холивудския филм с Дуейн Джонсън „Херкулес“, „Българска Рапсодия“ Пътят към Коста дел Маресме, „Номер едно“, и с главна роля /като Саня Димитрова/ в дебютния режисьорски филм на Мимо Гарсия - „Насалевци: Бедни срещу богати“.  Правила е и моноспектакъл. 
През 2016 участва в сериала на NOVA „Откраднат живот“.

### Избрана филмография
| Филмография                     | Роля           | Година |
| ------------------------------- | -------------- | ------ |
| „Херкулес“                      | Дойка          | 2014   |
| „Дякон Левски“                  | Стара жена     | 2015   |
| „Насалевци: Бедни срещу богати“ | Саня Димитрова | 2015   |